# Patio de Walkley
El Patio de Walkley fue construido en 1955 con un tamaño de 129 acres y 9000 pies de largo por la Comisión de la Capital Nacional para reubicar el patio de la Canadian National Railway, para dar paso a la construcción de la Carretera 417 de Ontario. La parte norte fue adquirida más tarde por Canadian Pacific Railway en 1967, cuando se mudaron de LeBreton Flats. Se agregó una instalación de OC Transpo a la parte norte del patio en 2001 para permitir el servicio en interiores para la flota diésel de la Línea Trillium del O-Train. Canadian National Railway  todavía ocupa la parte sur del patio de carga.
Canadian National Railway realizó operaciones en Walkley desde agosto de 1955 hasta 1998, cuando Ottawa Central Railway se hizo cargo como una línea corta. El último tren de carga Trans-Con pasó por el patio en noviembre de 1995. Poco después, el tren subterráneo de Beachburg fue retirado de Pembroke a North Bay. CNR compró el patio y las líneas en 2008 y continúa operando fuera del patio para algunos clientes restantes en el área. El patio se utiliza a menudo para el almacenamiento de automóviles.
En 2022, el ayuntamiento de Ottawa aprobó la compra de las antiguas áreas del astillero de Canadian Pacific.